# Вйоска (Куявсько-Поморське воєводство)
Вйоска (пол. Wioska) — село в Польщі, у гміні Скемпе Ліпновського повіту Куявсько-Поморського воєводства.
Населення — 433 особи (2011).
У 1975-1998 роках село належало до Влоцлавського воєводства.

## Демографія
Демографічна структура станом на 31 березня 2011 року:
|          | Загалом | Допрацездатний вік | Працездатний вік | Постпрацездатний вік |
| -------- | ------- | ------------------ | ---------------- | -------------------- |
| Чоловіки | 207     | 50                 | 146              | 11                   |
| Жінки    | 226     | 54                 | 131              | 41                   |
| Разом    | 433     | 104                | 277              | 52                   |